# عبدالکریم قریب
عبدالکریم قریب، (زاده ۱۲۹۱ در تهران – درگذشته ۱۷ بهمن ۱۳۸۱ آشتیان) پدر علم زمین‌شناسی ایران، موسس کمیته غارشناسی ایران و مؤسس دانشگاه اراک بود.

## زندگی‌نامه
عبدالکریم قریب در سال ۱۲۹۱ خورشیدی در خیابان عین‌الدوله تهران دیده به جهان گشود. پدرش میرزا مصطفی خان مستوفی، فرزند میرزا عبدالکریم مستوفی گرکانی بود و مادرش دختر میرزا شکرالله خان (کاردار سفارت ایران در دولت عثمانی). او فرزند چهارم خانواده بود. دو ساله بود که پدرش بازنشسته شد و پس از آن به اتفاق خانواده به گرکان از توابع آشتیان بازگشت.
عبدالکریم قریب از آن دوران می‌گوید:
"از تهران با کجاوه به گَرَکان رفتیم. در طول راه، من و مادرم در یک تای کجاوه نشسته بودیم و خواهرم و یکی از دخترعموهایم که تحت تکفل پدرم بود در تای دیگر.
پدرم نیز سوار بر اسب بود تا به گرکان رسیدیم. این مسافرت ۷ روز به طول انجامید. ۴ روز تا قم و ۳ روز تا گرکان."
قریب، کودکی و تحصیلات خود را در گرکان گذراند. به گفته خودش: "در گرکان مکتب‌هایی وجود داشت که به تدریس علوم و ادب قدیم آن روز می‌پرداختند، ولی کسانی که خود دارای فضل و دانش بودند، فرزندانشان را خودشان آموزش می‌دادند. تحصیلات پدرم حدود کار مستوفی گری بود و با زبان ریاضیات آن زمان (سیاق) هم آشنا بود. او بر علوم قدیمی و ادبیات فارسی تسلط داشت. شعر می‌سرود و خط زیبایی هم داشت.
وقتی من به ۶ سالگی رسیدم، آموزش و تعلیم مرا بر عهده گرفت و بدین ترتیب هر روز صبح نزد پدرم به تحصیل می‌پرداختم.
پس از فراگرفتن الفبا و خواندن و نوشتن به خواندن کتاب هایی چون عم جزء و ترسل، گلستان، بوستان، نصاب، صرف میر، امثله، صرف و نحو، مقامات حمیدی، کتاب حکیم مؤمن (که در علوم طبیعی آن روز نزد علما معروف بود) و غیره پرداختم."
عبدالکریم در دوازده سالگی پدرش را که نعمت بزرگ زندگی‌اش بود، از دست داد و به همراه مادرش که اهل تهران بود، از گرکان به تهران عزیمت کرد.
او در این باره می‌گوید: در سال ۱۳۰۴ خورشیدی پدرم فوت کرد. پس از فروش خانه و باغ و اثاثیه‌های منزل، من و مادرم در سال ۱۳۰۶ به تهران آمدیم و منزلی کوچک در خیابان سقاباشی اجاره کردیم. در همان سال به دبستان صفوی رفتم و چون در دروس ادبیات قوی بودم، من را در کلاس پنجم پذیرفتند.
مدرسه صفوی بین دروازه دولاب و دروازه دوشان‌تپه بود. من در کلاس پنجم آن مدرسه عربی، انشاء، فارسی و ریاضیات را یادگرفتم و چون شاگرد اول کلاس بودم، همیشه مبصر هم بودم. وقتی هم معلم‌ها نبودند، من به بچه‌ها درس می دادم.

## جوانی و ورود به دبیرستان علمیه
عبدالکریم قریب پس از اتمام دورهٔ ابتدایی در مدرسه صفوی، در سال ۱۳۰۷ برای ادامه تحصیل، در دبیرستان علمیه ثبت نام کرد.
او در ادامه بیان زندگیش می‌گوید: «در ۱۷ سالگی پس از اتمام دورهٔ ابتدایی در مدرسه صفوی به دبیرستان علمیه که در آن زمان نزدیک دانشسرای قدیم (سه راه ژاله سابق) بود وارد شدم و پس از آن به مدرسه‌ای در پشت مسجد سپهسالار رفتم و تا اخذ دیپلم همان‌جا ماندم. من هر سال شاگرد اول کلاس بودم و دروس ریاضی، فیزیک و شیمی را در حد عالی می‌دانستم. مرحوم دکتر محمود حسابی هم دبیر فیزیک من در آن دوره بود.» استاد از آن دوران می‌گوید: من در دوران دبیرستان معمولاً درس می‌خواندم و دنبال بازی نبودم. سه ساعت صبح و دو ساعت بعد از ظهر در دبیرستان بودیم و به خانه هم که می‌آمدم، درس‌های روز بعد را آماده می‌کردم و تا پاسی از شب مشغول مطالعه بودم و صبح زود بیدار می‌شدم. فقط روزهای جمعه کوه می‌رفتم و با دوستانم کوه پیمایی می‌کردیم."
وی در سال ۱۳۱۴ با اخذ دیپلم علمی از دبیرستان علمیه تهران فارغ‌التحصیل شد. به گفته او در آن سال کلیه دانش آموزان سال ششم دبیرستان را در دارالفنون جمع کردند و امتحان گرفتند و ایشان نیز در آنجا امتحان دادند و دیپلم گرفتند.

## ورود به دانشگاه
عبدالکریم قریب می‌گوید: در سالی که ما دیپلم گرفتیم آن قدر تعداد دیپلمه‌ها کم بود که به ما می‌گفتند در هر دانشکده‌ای که دوست دارید ادامه تحصیل دهید و حتی می‌گفتند، بیایید یک ماه در این دانشکده بنشینید، اگر خوشتان آمد ادامه دهید و اگر خوشتان نیامد بروید دانشکده دیگر. من نیز در ابتدا، هر چند روز در یک دانشکده می‌رفتم و حدود یک ماه همین‌طور در دانشکده‌ها می‌چرخیدم تا وارد دانشکدهٔ علوم در رشته ریاضی شدم. ۶ ماه در رشته ریاضی ادامه تحصیل دادم ولی بعد از آن مجدداً رشته علوم طبیعی را انتخاب کردم و تا پایان تحصیلات دورهٔ لیسانس در این رشته ماندم، به خصوص چون زمین‌شناسی جزء این رشته بود و من به مرور زمان به رشته زمین‌شناسی خیلی علاقه‌مند شده بودم، در این رشته ماندم.
بعد از اتمام دورهٔ لیسانس، مطالعاتم را در زمین‌شناسی ادامه دادم. زمین‌شناسی چون با طبیعت سروکار دارد، برایم مفرح‌ترین رشته بود. به خصوص برای من که در کودکی در دهات و باغ و زمین بزرگ شده بودم. به اعتقاد من، تمام زندگی انسان از زمین به دست آمده‌است و چیزی نیست که ما از زمین نگرفته باشیم.
زمین در قرآن کریم از جایگاه ویژه‌ای برخوردار است. قرآن ۱۱۴ سوره دارد و در ۱۰۴ سورهٔ آن از زمین صحبت شده‌است.
قریب در سال ۱۳۱۷ در رشته علوم طبیعی فارغ‌التحصیل شد. او در مدت تحصیل در دانشگاه از راهنمایی اساتید عالیقدری برخوردار بود و احمد پارسا نیز استاد گیاه‌شناسی وی در مدت تحصیل بود.
قریب از اتمام دورهٔ لیسانس خود می‌گوید: در آن زمان بعد از اخذ مدرک لیسانس همه موظف بودند به مدت یک سال، هرجایی دولت تعیین می‌کند بروند و کار کنند. اهواز از جاهایی بود که داوطلب نداشت. من اهواز را انتخاب کردم و پس از یک سال تدریس، در سال ۱۳۱۸ به تهران بازگشتم و به سربازی رفتم. در سال ۱۳۲۰ خدمت نظام را تمام کردم و چون تعهد دبیری داشتم، در دبیرستان ایرانشهر تهران دبیر شدم. یک سال و نیم دبیر بودم تا اینکه با یکی از اساتید دانشگاهی ام برخورد کردم. ایشان گفت: شما نمی‌خواهید به دانشگاه بیایید و با من کار کنید. من پذیرفتم و به دانشگاه رفتم. در ابتدا نصف وقتم را صرف آموزش و پرورش می‌کردم و نصف وقتم را هم صرف دانشگاه. سال بعد از آن به‌طور تمام وقت به دانشگاه رفتم و به عنوان دبیر و متصدی آزمایشگاه کانی‌شناسی دانشکده علوم کار کردم. در سال ۳۰ یا ۳۱ قانونی گذراندند که هر یک از فارغ التحصیلان لیسانس شاغل در دانشگاه سابقه کار دارند در صورتی که تألیفاتی داشته باشند، مدرکشان دکترا شناخته می‌شود و من چون ۱۵ سال سابقه داشتم و طی آن مدت هم یک کتاب در زمینه بلورشناسی کانی‌های جزیره هرمز به راهنمایی پروفسور ریموند فوران از کشور فرانسه تهیه کرده بودم، شرایط این قانون را داشتم. بعد از تصویب این قانون، دانشسرای عالی و دانشکدهٔ علوم دانشگاه تهران، همزمان با هم از افرادی که دارای چنین ویژگی‌هایی بودند، دعوت به عمل آوردند و من در هر دو جا ثبت نام کردم و در هر دو جا با هم پذیرفته شدم. هنگامی که قرار شد از سوی شورای دانشگاه حکم برایم صادر شود، بین رئیس دانشسرای عالی و رئیس دانشکده علوم اختلاف افتاد. بالاخره رئیس دانشگاه گفت: این موضوع را به عهدهٔ خودشان بگذارید.
من هم دانشسرای عالی را انتخاب کردم و در سال ۱۳۳۳ دانشیار دانشسرای عالی شدم. در این دانشگاه بعنوان مدرس و رییس گروه زمین شناسی و معاون دانشگاه خدمت کردم.
در سال ۱۳۴۸ با رتبه ۱۰ استادی و ۳۸ سال سابقه کار به درخواست خودم از دانشسرای عالی بازنشسته شدم.
در سال ۱۳۴۹ تا ۱۳۵۵ مدرسه عالی علوم اراک (دانشگاه اراک کنونی) را تأسیس کردم و تا سال ۱۳۵۴ مسئولیت آنجا را به عهده داشتم. در سال ۱۳۵۴ وزارت علوم اعلام کرد که کلیه مدارس عالی ملی می‌بایست ضمیمه دانشگاه‌ها شوند و مدرسه عالی علوم اراک ضمیمه دانشسرای عالی شد. بعد از این کار حدود پنج ماه دیگر آنجا بودم، ولی دیدم مرتب دستورهایی می‌دهند که مطابق ذوق من نیست و چون من آن دستورات را انجام نمی‌دادم از تهران مرا خواستند و گفتند: آقای وزیر علوم گفته‌است که «صلاح نیست شما در اراک باشید. بیایید مشاور عالی دانشسرای عالی باشید.»
من هم گفتم: آقای وزیر علوم خیلی خوب تشخیص داده‌اند که صلاح نیست من در اراک باشم، ولی من تشخیص داده‌ام که صلاح نیست مشاور عالی بشوم. خداحافظی کردم و آمدم دانشگاه ملی (دانشگاه شهید بهشتی) و به‌طور حق‌التدریس، مشغول کار شدم تا سال ۱۳۵۸ که دانشگاه‌ها تعطیل شد. استاد قریب سپس چند سالی را فقط به تالیف و چاپ کتاب ها و مقالات خود پرداخت و در سال ۱۳۶۷ به عنوان مشاور سازمان انرژی اتمی مشغول به فعالیت شد. ایشان موسس و رئیس کمیته غارشناسی ایران نیز بوده‌است. 
استاد دکتر عبدالکریم قریب در مدت پنجاه سال کار آموزشی و پژوهشی موفق به تالیف، ترجمه و چاپ کتاب در زمینه علوم زمین و سایر مباحث روز دنیا شد، تا جایی که به واسطه تحقیقات و تالیفات متعدد از سوی جامعه زمین شناسان کشور به عنوان پدر علم زمین شناسی ایران شناخته و معرفی شد. در همین راستا دانشگاه تربیت معلم (دانشگاه خوارزمی) در سال ۱۳۷۱ برای ارج نهادن به تلاش‌های علمی استاد سمیناری تشکیل داد و آزمایشگاه های گروه زمین شناسی این دانشگاه را به نام ایشان نامگذاری نمود. سازمان انرژی اتمی نیز در سال ۱۳۷۲ بخشی از کتابخانه این سازمان را به نام ایشان نام‌گذاری کرد. استاد عبدالکریم قریب تا همین اواخر علی‌رغم کهولت و ضعف دوران پیری همچنان به فعالیت، تحقیق، تدریس و مطالعه مشغول بوده‌است.

## فرزندان
فرزند ارشد وی مهندس فرهاد قریب و نوادگان ایشان دکتر فریبرز قریب و دکتر فرزاد قریب  نیز در ادامه راه پدر به عنوان استاد در رشته زمین‌شناسی فعالیت می‌کنند. فرزند دوم ایشان آقای بیژن قریب (بازرگان و متخصص فرش ایران) ساکن کشور آلمان می باشد و فرزندان ایشان آقایان رامین قریب و کوین قریب هستند.نتیجه های استاد به ترتیب خانم یاسمن قریب، دانشجوی سال آخر رشته های مهندسی شیمی و مهندسی مکانیک بطور همزمان، دانشگاه شریف (از رتبه های برتر رشته ریاضی در کنکور سال 1400-1399)و خانم نیکا قریب، دانشجوی سال اول رشته علوم کامپیوتر در دانشگاه تورنتو کانادا، فرزندان دکتر فریبرز قریب هستند و سرکار خانم آنالی قریب، دانش آموز کلاس نهم، فرزند دکتر فرزاد قریب و آقای الیاس قریب (کودک) فرزند آقای رامین قریب می باشند.

## درگذشت
دکتر عبدالکریم قریب در ۱۷ بهمن سال ۱۳۸۱ بر اثر سکته قلبی درگذشت و بنا به وصیتش در شهر پدری‌اش آشتیان به خاک سپرده شد. آرامگاه وی در محوطه دانشگاه آزاد آشتیان قرار دارد.

## تالیف و ترجمه‌ها
- بلورشناسی، چاپخانه علمی، ۱۳۲۹.
- کانی‌شناسی، دربارهٔ کانی‌های جزیره هرمز، دانشگاه تهران، ۱۳۳۶.
- اصول علم کانی‌ها، چاپخانه علمی، ۱۳۳۸.
- شناختن کانی‌ها به وسیله معرف‌های شیمیایی، دانشگاه تربیت معلم، ۱۳۴۴.
- چگونه کانی‌ها را می‌توان شناخت، دانشگاه تربیت معلم، ۱۳۴۴.
- مقالاتی چند دربارهٔ زمین، دانشگاه تربیت معلم، ۱۳۴۵.
- سنگ شناسی، دانشگاه تربیت معلم، ۱۳۴۶.
- یک دوره ۱۷ جلدی کتاب‌های طبیعی برای دبیرستانها، ۱۳۴۶–۱۳۴۴.
- گرکان، نشر آفتاب، ۱۳۶۳.
- زمین در فضا، نشر آفتاب، ۱۳۶۳.
- فرهنگ زمین‌شناسی، انتشارات انزلی، ۱۳۶۶.
- مبارزه با عوارض پیری، چاپخانه رامین، ۱۳۷۱.
- شناخت سنگ‌ها با نگاهی ویژه به سنگ‌های ایران، جلد اول، انتشارات و آموزش انقلاب اسلامی، ۱۳۷۲.
- شناخت سنگ‌ها با نگاهی ویژه به سنگ‌های ایران، جلد دوم، انتشارات و آموزش انقلاب اسلامی.
- واژه‌های زمین‌شناسی، دانشگاه تربیت معلم، ۱۳۷۷.
- غارها و موارد استفاده از آن ها، ۱۳۷۷.

- تولید خاک از نظر کشاورزی (ترجمه)، چاپخانه علمی، ۱۳۲۸.
- زلزله و آتشفشان (ترجمه)، چاپخانه علمی، ۱۳۲۹.
- مبانی زمین‌شناسی (ترجمه)، انتشارات خوارزمی، چاپ اول و دوم، ۱۳۴۸ و ۱۳۵۸.
- رازهای درون زمین (ترجمه)، انتشارات نیل، ۱۳۴۹.
- پدیده‌های شگفت‌انگیز در آسمان و زمین (ترجمه)، انتشارات آفتاب، ۱۳۶۰.
- انسان در نبرد با طبیعت (ترجمه و تألیف)، نشر آفتاب، ۱۳۶۱.
- ۵۷ درس برای تقویت حافظه (ترجمه و تألیف)، نشر آفتاب، ۱۳۶۱.
- اسرار سه اقیانوس (ترجمه)، نشر آفتاب، ۱۳۶۲.
- غارشناسی (ترجمه)، نشر کوهستان، ۱۳۷۱.

## شرکت در کمیسیون‌های علمی و عضویت در هیئت نویسندگان مجلات
- عضو هیئت نویسندگان مجله سخن علمی.
- عضو انجمن کانی‌شناسی و بلورشناسی فرانسه.
- عضو کمیسیون واژه‌گزینی جغرافیا در سازمان جغرافیای ارتش جمهوری اسلامی.
- عضو کمیسیون واژه‌گزینی زمین‌شناسی به سرپرستی شادروان دکتر حسین گل گلاب (فرهنگستان دوم).
- سردبیر و عضو هیئت نویسندگان مجله رازی (دانشگاه کرمانشاه).
- سردبیر و عضو هیئت نویسندگان مجله رشد زمین‌شناسی.
- مؤسس رشته زمین‌شناسی در دانشگاه آزاد اسلامی آشتیان.
- مؤسس مدرسۀ عالی علوم اراک از سال ۱۳۴۹ (دانشگاه اراک کنونی) با همکاری دکتر پرویز شهریاری و دکتر حسین گل گلاب.
- مسئول و سرپرست مجله دانش روز (اراک).
- کمک و همکاری با آقای دکتر عباس شیبانی نماینده مجلس شورای اسلامی در تأسیس دانشکده پزشکی کاشان.
- موسس و رییس کمیته غار شناسی ایران در سال ۱۳۶۷.